# アステリックス 魔法の薬の秘密
『アステリックス 魔法の薬の秘密』（仏: Astérix : Le Secret de la potion magique）は、2018年のフランスのアニメーション・アドベンチャー・コメディ映画。「アステリックス』をベースにしている。

## キャスト
| 役名                                                 | 原語版声優                 |
| ---------------------------------------------------- | -------------------------- |
| アステリックス                                       | クリスチャン・クラヴィエ   |
| オベリックス                                         | ギョーム・ブリア           |
| パノラミックス                                       | バーナード・アレーン       |
| サルフリクス                                         | ダニエル・メスギッシュ     |
| ペクチン                                             | レヴァナ・ソロモン         |
| テレフェリックス                                     | アレックス・ルッツ         |
| オウセンプラス / オイリドリックス / ブロディメリクス | アレクサンドル・アスティエ |
| キュビトゥス                                         | エリー・セムーン           |
| アトモスフェリックス                                 | ジェラール・ヘルナンデス   |